# Episodi di The Donna Reed Show (quarta stagione)
La quarta stagione della serie televisiva The Donna Reed Show è stata trasmessa in anteprima negli Stati Uniti d'America dalla ABC tra il 14 settembre 1961 e il 14 giugno 1962.
| nº | Titolo originale                     | Titolo italiano | Prima TV USA      | Prima TV Italia |
| -- | ------------------------------------ | --------------- | ----------------- | --------------- |
| 1  | One Starry Night                     |                 | 14 settembre 1961 |                 |
| 2  | A Rose Is a Rose                     |                 | 21 settembre 1961 |                 |
| 3  | The Close Shave                      |                 | 28 settembre 1961 |                 |
| 4  | Mouse at Play                        |                 | 5 ottobre 1961    |                 |
| 5  | The Monster                          |                 | 12 ottobre 1961   |                 |
| 6  | New Girl in Town                     |                 | 19 ottobre 1961   |                 |
| 7  | One of Those Days                    |                 | 26 ottobre 1961   |                 |
| 8  | All Is Forgiven                      |                 | 2 novembre 1961   |                 |
| 9  | The Electrical Storm                 |                 | 9 novembre 1961   |                 |
| 10 | The Paper Tycoon                     |                 | 16 novembre 1961  |                 |
| 11 | Private Tutor                        |                 | 23 novembre 1961  |                 |
| 12 | Alex, the Professor                  |                 | 30 novembre 1961  |                 |
| 13 | The Fabulous O'Hara                  |                 | 7 dicembre 1961   |                 |
| 14 | Way of a Woman                       |                 | 14 dicembre 1961  |                 |
| 15 | A Very Bright Boy                    |                 | 21 dicembre 1961  |                 |
| 16 | The Toughest Kid in School           |                 | 28 dicembre 1961  |                 |
| 17 | Dr. Stone and His Horseless Carriage |                 | 11 gennaio 1962   |                 |
| 18 | For Angie with Love                  |                 | 18 gennaio 1962   |                 |
| 19 | Aloha, Kimi                          |                 | 25 gennaio 1962   |                 |
| 20 | Donna's Prima Donna                  |                 | 1º febbraio 1962  |                 |
| 21 | Explorer's Ten                       |                 | 8 febbraio 1962   |                 |
| 22 | The New Office                       |                 | 15 febbraio 1962  |                 |
| 23 | The Golden Trap                      |                 | 22 febbraio 1962  |                 |
| 24 | Free Flight                          |                 | 1º marzo 1962     |                 |
| 25 | The Wide Open Spaces                 |                 | 8 marzo 1962      |                 |
| 26 | The Fireball                         |                 | 15 marzo 1962     |                 |
| 27 | Once Upon a Timepiece                |                 | 22 marzo 1962     |                 |
| 28 | Hilldale 500                         |                 | 29 marzo 1962     |                 |
| 29 | Winner Takes All                     |                 | 5 aprile 1962     |                 |
| 30 | Skin Deep                            |                 | 12 aprile 1962    |                 |
| 31 | The Fortune Teller                   |                 | 19 aprile 1962    |                 |
| 32 | Man of Action                        |                 | 26 aprile 1962    |                 |
| 33 | Donna Meets Roberta                  |                 | 3 maggio 1962     |                 |
| 34 | The Caravan                          |                 | 10 maggio 1962    |                 |
| 35 | The Swingin' Set                     |                 | 17 maggio 1962    |                 |
| 36 | On to Fairview                       |                 | 24 maggio 1962    |                 |
| 37 | The Man in the Mask                  |                 | 31 maggio 1962    |                 |
| 38 | The Father Image                     |                 | 7 giugno 1962     |                 |
| 39 | Dear Wife                            |                 | 14 giugno 1962    |                 |